# Francesc Cambó
Francesc Cambó i Batlle (Verges (Catalonien) 2. september 1876 – 30. april 1947 Buenos Aires, Argentina), var catalansk politiker og kulturpersonlighed.
Han var med til at grundlægge og lede “Liga Regionalista” og var minister i to spanske regeringer.
Francesc Cambó studerede jura, filosofi og litteratur ved Barcelona Universitet og var engageret i kulturelle og kunstneriske bevægelser, f.eks. Fundacion Bernat Metge. Endvidere oversatte han græske og latinske tekster til catalansk.
Han var deputeret i parlamentet 1907-1910. Her kæmpede han for, at Katalonien skulle have selvstyrerettigheder, men måtte acceptere en kompromisløsning.
Ved Enric Prat de la Ribas død blev Cambó blev leder af “Liga Regionalista”. I 1918 blev han minister for udvikling og i 1921 finansminister i Antonio Mauras regering. Han tabte valget i 1931, hvor “den anden spanske republik” blev oprettet, hvorefter Cambó emigrerede. Imens grundlagde det venstreorienterede parti Esquerra Republicana de Catalunya catalansk selvstyre, “Generalitat de Catalunya”. Han vendte tilbage og sad igen i parlamentet 1933-1936.
Da borgerkrigen brød ud i 1936 forlod Cambó atter Spanien, idet han ikke kunne støtte Francos militære oprør. Modsat var han også modstander af en socialistisk republik, så han valgte alligevel at støtte nationalisterne. Efter borgerkrigen levede han i Schweiz, USA og Argentina.
Blandt hans bøger kan nævnes "Les Dictadures"( 1929) og "Per la concridia" (1930).